# Divisione corazzata "Ariete"
(Ultimo comunicato radio dell'Ariete prima della sua distruzione ad El Alamein, ore 15:30 del 4 novembre 1942)
(motto dei carristi italiani)
La Divisione corazzata "Ariete" è stata una grande unità dell'Esercito Italiano dipendente dal V Corpo d'armata di Vittorio Veneto. Stanziata con i suoi reparti prevalentemente in Friuli-Venezia Giulia, ha costituito nel secondo dopoguerra, per oltre 30 anni, assieme alla Divisione meccanizzata "Folgore" e alla Divisione meccanizzata "Mantova", una delle tre colonne delle unità operative del 5º Corpo d'Armata, poste a difesa della frontiera nord orientale dell'Alleanza Atlantica.
Nata come Divisione nel 1939, venne impiegata in Africa settentrionale durante la seconda guerra mondiale, venendo qui distrutta nel 1942 dalle forze Alleate. Venne quindi ricostituita in Italia combattendo per la difesa di Roma nel 1943 e, nuovamente sciolta, si ricostituì nel 1948 a livello di brigata, per poi essere riconfigurata in divisione nel 1952. Riconfigurata nuovamente in brigata nel 1986, con la denominazione di 132ª Brigata corazzata "Ariete" è attualmente alle dipendenze della Divisione "Vittorio Veneto".

## Origini

### Divisioni corazzate "Ariete" e "Ariete II"
L'origine del reparto risale al 15 luglio 1937 quando venne formata a Milano la 2ª Brigata corazzata, composta inizialmente solo dal 3º Reggimento bersaglieri, a cui si aggiunsero nel novembre del 1938 l'8º Reggimento bersaglieri e il 32º Reggimento fanteria carrista. Il 1º febbraio 1939 la Brigata fu innalzata al livello divisionale, assumendo la denominazione di 132ª Divisione corazzata "Ariete" ed incorporando tre reggimenti: l'8º Bersaglieri, il 32º Fanteria carrista e il 132º Artiglieria corazzata, oltre ad altre unità divisionali.
Nella seconda guerra mondiale fu destinata in Africa settentrionale dove combatté da marzo 1941 a novembre 1942, restando pressoché distrutta nella seconda battaglia di El Alamein, quando, il 3 novembre, dopo aver respinto un attacco britannico con gravi perdite, contrattaccò fino a venire quasi del tutto annientata. La Divisione affrontò questo scontro avendo in organico tre battaglioni carri: IX, X (proveniente dal 133º Reggimento e assegnato al 132º Reggimento fanteria carrista il 21 aprile 1942 per sostituire l'VII Battaglione carri distrutto in combattimento) e XIII (assegnato al 132° nel luglio 1942 in sostituzione dell'VIII Battaglione carri anch'esso distrutto in combattimento). Fu definitivamente sciolta l'8 dicembre.
Venne ricostituita il 1º aprile 1943. in Patria con la denominazione 135ª Divisione Corazzata "Ariete II". Il 9 settembre 1943, in seguito alle vicende che seguirono la proclamazione dell'armistizio, la Divisione si trovò impegnata nella difesa di Roma, dove dopo un iniziale successo dovette cedere ai tedeschi. Fu sciolta il 12 settembre seguente.

## La ricostituzione dell'"Ariete" nel secondo dopoguerra
L'Unità fu ricostituita nel dopoguerra, più precisamente il 23 maggio 1948, quando si formò il Raggruppamento corazzato "Ariete" che il 1º giugno dello stesso anno andò a costituire la nuova Brigata corazzata "Ariete", con sede inizialmente a Roma e successivamente a Pordenone, trovando la sua sede definitiva e posto alle dipendenze del V Corpo d'armata. Primo comandante dopo questa ricostruzione fu il generale Tommaso Lequio di Assaba.
Inquadrata su Reparto Comando, 132º Reggimento Carri, 8º Reggimento Bersaglieri, 132º Reggimento Artiglieria e vari reparti di supporto, viene trasformata nella Divisione corazzata "Ariete" il 1º ottobre 1952, assorbendo anche il 19º Gruppo Esplorante "Guide", una compagnia del Genio Pontieri ed una compagnia del Genio Trasmissioni.
È in questi anni che l'Unità, a seguito dell'adesione dell'Italia alla NATO, comincia ad essere riequipaggiata con grandi quantità di veicoli corazzati di produzione statunitense (principalmente M4 Sherman con tutti i suoi derivati ed M26 Pershing) ricevuti nell'ambito degli aiuti militari alle nazioni alleate.
Nel 1963 la Divisione corazzata "Ariete" assume l'organico delle Grandi Unità dell'Alleanza Atlantica, articolandosi su una Brigata meccanizzata, due Brigate corazzate ed una Brigata di artiglieria.
Tale organizzazione rimane fino al 1968 quando viene abbandonata per riprendere l'organico basato su Reparto Comando, 32º e 132º Reggimento Carri, 8º Reggimento Bersaglieri e 132º Reggimento Artiglieria Corazzata.
A seguito della ristrutturazione dell'Esercito Italiano del 1975, la Divisione incorpora le neo costituite 32ª Brigata corazzata "Mameli", 132ª Brigata corazzata "Manin" e 8ª Brigata meccanizzata "Garibaldi", nonché varie Unità di supporto logistico.
La Divisione corazzata "Ariete"è stata impegnata in operazioni civili, come il disastro del Vajont, il soccorso delle popolazioni terremotate in Friuli e nel Sud Italia, e in interventi militari come il ricongiungimento di Trieste all'Italia e l'intervento in Libano nel 1983 nell'ambito della Missione ONU UNIFIL. all'Operazione Leonte in Libano (UNIFIL).

## Evoluzione dell'"Ariete" dal dopoguerra a oggi
Brigata corazzata "Ariete" (1950/52)
- 132º Reggimento Carristi di Aviano (PN)
  - I Battaglione Carristi
  - II Battaglione Carristi
- 8º Reggimento Bersaglieri di Pordenone
  - III Battaglione Bersaglieri
  - V Battaglione Bersaglieri
- 132º Reggimento Artiglieria Corazzata di Pordenone
  - I Gruppo Artiglieria Campale Semovente
  - II Gruppo Artiglieria Campale Semovente
  - III Gruppo Artiglieria Campale Semovente
  - IV Gruppo Artiglieria Controaerei Leggera
- Plotone Genio Artieri
- Plotone Genio Collegamenti
- Servizi di Brigata

Divisione corazzata "Ariete" (1952/58)
- 132º Reggimento Carristi di Aviano (PN)
  - I Battaglione Carristi
  - II Battaglione Carristi
  - III Battaglione Carristi
- 8º Reggimento Bersaglieri di Pordenone
  - III Battaglione Bersaglieri
  - V Battaglione Bersaglieri
  - XII Battaglione Bersaglieri (dal giugno 1953)
- 132º Reggimento Artiglieria Corazzata di Pordenone
  - I Gruppo Artiglieria Campale Semovente
  - II Gruppo Artiglieria Campale Semovente
  - III Gruppo Artiglieria Campale Semovente
  - IV Gruppo Artiglieria Controaerei Leggera
  - V Gruppo Artiglieria Controaerei Leggera (sciolto il 1º ottobre 1956)
  - Reparto Aerei Leggeri di Casarsa della Delizia (PN) (dal 1954)
- Gruppo Squadroni Cavalleggeri Guide di Casarsa della Delizia (PN)
- Compagnia Genio Pionieri
- Compagnia Trasmissioni
- Sezione Aerei Leggeri (dal 1954) di Casarsa della Delizia (PN)
- Servizi Divisionali di Casarsa della Delizia (PN) (dal 31 agosto 1956 Comando Unità Servizi Ariete)

Divisione corazzata "Ariete" (1958/62)
- 132º Reggimento Carri di Aviano (PN)
  - I Battaglione Carristi (dal 5 gennaio 1959 VII Battaglione Carri)
  - II Battaglione Carristi (dal 5 gennaio 1959 VIII Battaglione Carri)
  - III Battaglione Carristi (dal 5 gennaio 1959 X Battaglione Carri)
- 8º Reggimento Bersaglieri di Pordenone
  - III Battaglione Bersaglieri
  - V Battaglione Bersaglieri
  - XII Battaglione Bersaglieri
- 132º Reggimento Artiglieria Corazzata di Pordenone
  - I Gruppo Artiglieria Campale Semovente
  - II Gruppo Artiglieria Campale Semovente
  - III Gruppo Artiglieria Campale Semovente
  - IV Gruppo Artiglieria Controaerei Leggera
  - Reparto Aerei Leggeri di Casarsa della Delizia (PN)
- Gruppo Squadroni Cavalleggeri Guide di Casarsa della Delizia (PN)
- Compagnia Genio Pionieri
- Compagnia Trasmissioni
- Sezione Aerei Leggeri di Casarsa della Delizia (PN)
- Comando Unità Servizi Ariete di Casarsa della Delizia (PN)

Divisione corazzata "Ariete" (1963/68)
- I Brigata Meccanizzata di Pordenone
  - 8º Reggimento Bersaglieri di Pordenone
    - III Battaglione Bersaglieri
    - XII Battaglione Bersaglieri
    - VII Battaglione Carri

  - I Gruppo Artiglieria Campale Semovente del 132º Reggimento Artiglieria Corazzata
  - I Battaglione Servizi
  - Compagnia Genio Pionieri
  - Compagnia Trasmissioni
- II Brigata Corazzata di Pordenone
  - 32º Reggimento Carri di Tauriano (PN)
    - III Battaglione Carri
    - V Battaglione Carri
    - XXIII Battaglione Bersaglieri

  - II Gruppo Artiglieria Campale Semovente del 132º Reggimento Artiglieria Corazzata
  - II Battaglione Servizi
  - Compagnia Genio Pionieri
  - Compagnia Trasmissioni
- III Brigata Corazzata di Maniago (PN)
  - 132º Reggimento Carri di Aviano (PN)
    - VIII Battaglione Carri
    - X Battaglione Carri
    - XXXVIII Battaglione Bersaglieri

  - III Gruppo Artiglieria Campale Semovente del 132º Reggimento Artiglieria Corazzata
  - III Battaglione Servizi
  - Compagnia Genio Pionieri
  - Compagnia Trasmissioni
- Brigata Artiglieria di Casarsa della Delizia (PN)
  - 132º Reggimento Artiglieria Corazzata di Pordenone
    - IV Gruppo Artiglieria Pesante Campale Semovente
    - V Gruppo Artiglieria Pesante Semovente
    - VI Gruppo Artiglieria Controaerei Leggera (sciolto il 30 settembre 1964)
- Gruppo Squadroni Cavalleggeri Guide di Casarsa della Delizia (PN)
- Battaglione Genio Pionieri Ariete di Motta di Livenza (TV)
- Battaglione Trasmissioni Ariete di Casarsa della Delizia (PN)
- Reparto Aerei Leggeri Ariete di Casarsa della Delizia (PN)
- Comando Raggruppamento Servizi Ariete di Casarsa della Delizia (PN)

Divisione corazzata "Ariete" (1968/75)
- 32º Reggimento Carri di Tauriano (PN)
  - III Battaglione Carri
  - V Battaglione Carri
  - XXIII Battaglione Bersaglieri
- 132º Reggimento Carri di Aviano (PN)
  - VIII battaglione Carri
  - X Battaglione Carri
  - XXXVIII Battaglione Bersaglieri
- 8º Reggimento Bersaglieri di Pordenone
  - III Battaglione Bersaglieri
  - XII Battaglione Bersaglieri
  - VII Battaglione Carri
- 132º Reggimento Artiglieria Corazzata di Pordenone
  - I Gruppo Artiglieria Campale Semovente
  - II Gruppo Artiglieria Campale Semovente
  - III Gruppo Artiglieria Campale Semovente
  - IV Gruppo Artiglieria Pesante Campale Semovente
  - V Gruppo Artiglieria Pesante Semovente
- Gruppo Squadroni Cavalleggeri Guide di Casarsa della Delizia (PN)
- Battaglione Genio Pionieri Ariete di Motta di Livenza (TV)
- Battaglione Trasmissioni Ariete di Casarsa della Delizia (PN)
- Reparto Aerei Leggeri Ariete di Casarsa della Delizia (PN)
- Comando Raggruppamento Servizi Ariete di Casarsa della Delizia (PN)
- LXXIII 73º Reggimento fanteria "Lombardia" di Arzene (PN) (dal 1º marzo 1974) reparto della Fanteria d'Arresto addetto al presidio delle opere di difesa permanenti sul fiume Tagliamento

Divisione corazzata "Ariete" (1975/86)
- 32ª Brigata corazzata "Mameli" di Tauriano di Spilimbergo (PN)
  - 3º Battaglione carri "M.O. Galas" di Tauriano di Spilimbergo (PN)
  - 5º Battaglione carri "M.O. Chiamenti" di Tauriano di Spilimbergo (PN)
  - 23º Battaglione bersaglieri "Castel di Borgo" di Tauriano di Spilimbergo (PN)
  - 12º Gruppo artiglieria da campagna semovente "Capua" di Vacile di Spilimbergo (PN)
  - Battaglione logistico "Mameli" di Vacile di Spilimbergo (PN)
  - Compagnia Genio Pionieri "Mameli" di Vacile di Spilimbergo (PN)
- 132ª Brigata corazzata "Manin" di Aviano (PN)
  - 8º Battaglione Carri "M.O. Secchiaroli" di Aviano (PN)
  - 10º Battaglione Carri "M.O. Bruno" di Aviano (PN)
  - 27º Battaglione Bersaglieri "Jamiano" di Aviano (PN)
  - 20º Gruppo Artiglieria da Campagna Semovente "Piave" di Maniago (PN)
  - Battaglione Logistico "Manin" di Maniago (PN)
  - Compagnia Genio Pionieri "Manin" di Maniago (PN)
- 8ª Brigata meccanizzata "Garibaldi" di Pordenone
  - 3º Battaglione Bersaglieri "Cernaia" di Pordenone
  - 11º Battaglione Bersaglieri "Caprera" di Orcenico Superiore (PN) (dal 15 luglio 1976)
  - 26º Battaglione Bersaglieri "Castelfidardo" di Pordenone (dal 1980 Maniago (PN))
  - 7º Battaglione Carri "M.O. Di Dio" di Vivaro (PN)
  - 19º Gruppo Artiglieria da Campagna Semovente "Rialto" di Sequals (PN)
  - Battaglione Logistico "Garibaldi" di Pordenone
  - Compagnia Genio Pionieri "Garibaldi" di Orcenico Superiore (PN)
- I supporti tattici della Divisione 
  - 19º Gruppo Squadroni Esplorante "Cavalleggeri Guide" di Casarsa della Delizia (PN)
  - 108º Gruppo artiglieria pesante campale semovente "Cosseria" di Casarsa della Delizia (PN) (nel luglio 1981 diventa 108º Gruppo Artiglieria Pesante Campale Cosseria)
  - 132º Gruppo Artiglieria Pesante Campale Semovente "Rovereto" di Casarsa della Delizia (PN) (nel marzo 1981 diventa 132º Gruppo Artiglieria Pesante Campale Rovereto)
  - 14º Gruppo Artiglieria Controaerei Leggera "Astore" (quadro) di Casarsa della Delizia (PN)
  - Gruppo Specialisti Artiglieria "Ariete" di Casarsa della Delizia (PN)
  - 132º Battaglione Genio Pionieri "Livenza" di Motta di Livenza (TV)
  - 232º Battaglione Trasmissioni "Fadalto" di Casarsa della Delizia (PN)
  - 49º Gruppo Squadroni Aviazione Leggera Esercito "Capricorno" di Casarsa della Delizia (PN)
  - Battaglione Logistico "Ariete" di Casarsa della Delizia (PN) (dal 1º dicembre 1981 50º Battaglione Logistico di Manovra "Carnia")
  - 16º Battaglione fanteria "Savona" di Savona - sede di centro addestramento reclute (CAR)
  - 14º Battaglione bersaglieri "Sernaglia" di Albenga (SV) (dal 15 aprile 1977) - sede di centro addestramento reclute (CAR)
  - 73º Reggimento fanteria "Lombardia" di Arzene (PN) reparto della Fanteria d'Arresto addetto al presidio delle opere di difesa permanenti sul fiume Tagliamento

## 132ª Brigata corazzata "Ariete"
Il 1º ottobre 1986, a seguito dell'abolizione del livello divisionale nell'Esercito Italiano, l'Unità viene sciolta per rinascere immediatamente come 132ª Brigata corazzata "Ariete" per trasformazione della 132ª Brigata corazzata "Manin" come 132ª Brigata corazzata "Ariete" con comando a Pordenone, posta alle dirette dipendenze del 5º Corpo d'armata.

## I comandanti
Raggruppamento corazzato "Ariete" (1948)
- Gen. B. Giorgio Liuzzi

Brigata corazzata "Ariete" (1948-52)
- Gen. B. Giorgio Liuzzi
- Gen. B. Tommaso Lequio di Assaba
- Gen. B. Giuseppe Berti
- Gen. B. Luigino De Micheli

Divisione corazzata "Ariete" (1952-86)
- Gen. D. Attilio Bruno
- Gen. D. Clemente Menzio
- Gen. D. Guido Boschetti
- Gen. D. Ugo Bizzarri
- Gen. D. Ugo Centofanti
- Gen. D. Paolo Gaspari
- Gen. D. Gianfilippo Cangini
- Gen. D. Goffredo Fiore
- Gen. D. Cirino Rubino
- Gen. D. Vittorio La Rosa
- Gen. D. Camillo Cacciò
- Gen. D. Andrea Cucino
- Gen. D. Giovanni Gemme
- Gen. D. Vincenzo Leonelli
- Gen. D. Giangiorgio Barbasetti di Prun
- Gen. D. Marcello Floriani
- Gen. D. Luciano Fortunato
- Gen. D. Emilio Lo Cicero
- Gen. D. Nicola Chiari
- Gen. D. Giuseppe Piovano
- Gen. D. Riccardo Bisognero
- Gen. D. N.Enrico Repole
- Gen. D. Gianfranco Farotti
- Gen. D. Giuseppe D'Ambrosio
- Gen. D. Francesco De Vita
- Gen. D. Pietro Giannattasio
- Gen. D. Benedetto Spinelli

Tra i comandanti della brigata prima e della divisione poi il generale di brigata Tommaso Lequio di Assaba, olimpionico di equitazione alle olimpiadi di Anversa del 1920 e dopo il ritiro dal servizio presidende della Federazione Italiana Sport Equestri, il generale Andrea Cucino, che avrebbe in seguito ricoperto la carica di capo di stato maggiore dell'Esercito e il generale Pietro Giannattasio che avrebbe poi ricoperto la carica di Presidente del Consiglio Superiore delle Forze Armate e successivamente Consigliere Militare dal 1993 al 1995 dei Presidenti del Consiglio Ciampi, Berlusconi e Dini.